# Ofíon
Ofíon (em grego clássico: Οφίων; "serpente") ou Ofioneu, na mitologia grega, governou o mundo junto com Eurínome até ambos serem derrotados por Cronos e Reia, que lhes arremessaram ao Oceano.
Há poucas informações sobre essa divindade grega. A referência mais antiga que se conhece é o Heptamiquia de Ferécides de Siro (século VI a.C.).
A história era aparentemente popular na poesia órfica, da qual só se conservam fragmentos. Em suas Argonáuticas, Apolônio de Rodas resume uma canção de Orfeu:
Cantava como a terra, o céu e o mar, uma vez misturados em uma única forma, foram separados uns dos outros após uma disputa mortal, e como as estrelas e a lua e os caminhos do sol não mantiveram seu lugar fixo no céu, e como as montanhas se elevaram, e como os estrepitosos rios com suas ninfas foram criados, com todos os seres vivos. E cantava como em primeiro lugar Ofíon e Eurínome, filha de Oceano, tiveram o domínio do nevado Olimpos, como pela força cederam seu lugar a Cronos e a Reia, e como caíram as ondas de Oceano; mas os outros dois governavam então sobre os benditos titãs, enquanto Zeus, todavia pequeno e com os pensamentos de um bebê, morava na cova Dicteia, e os ciclopes nascidos da terra ainda não lhe haviam armado com o raio, o trovão e o relâmpago, pois estas coisas dariam fama a Zeus.
Também se menciona o nascimento de Ofioneu, assim como uma batalha entre deuses com Cronos em um bando e Ofioneu e seus filhos no outro, aonde ao final se chegava a um acordo que, no entanto empurrava a este segundo bando ao Oceanos e outorgava ao primeiro o céu.
Em suas Praeparatio, Eusébio de Cesareia cita Fílon de Biblos ao afirmar que Ferécides tomou a Ofíon e aos Ofiônidas dos fenícios.
Licofrão narra que a mãe de Zeus, Reia, era destra na luta e lançou ao Oceano a anterior rainha Eurínome.
Em suas Dionisíacas Nono de Panópolis fez com que Reia dissesse:
Irei aos mesmos confins de Oceanos e compartilharei o lar da primordial  Tétis; daí passarei a casa de Eurínome e viverei com Ofíon.
Ofíon é mencionado outra vez por Nono:
Junto ao muro oracular vimos a primeira tabuleta, antiga como o infinito passado, contendo todas as coisas em uma: sobre ela estava tudo o que Ofíon senhor supremo havia feito, tudo o que o antigo Cronos conquistou.
Em seu livro, Os mitos gregos, Robert Graves tentou reconstruir um mito da criação pelasgo que incluía a Ofíon como uma serpente criada por uma deusa suprema chamada Eurínome, dançando sobre as ondas. Esta era fertilizada pela serpente e com a forma de uma pomba põe um ovo sobre as águas em torno do qual Ofíon se entrelaçava para chocá-lo até que finalmente o mundo saiu dele. Então Ofíon e Eurínome moravam no mundo sobre o monte Olimpo até que a presunção de Ofíon levou Eurínome a arremessá-lo na escuridão abaixo da terra.